# Direitos LGBT sob o comunismo
Os direitos LGBT sob o comunismo evoluíram radicalmente ao longo da história. No século XX, os Estados e partidos marxistas variaram com os direitos LGBT, sendo alguns deles os primeiros partidos políticos a apoiar os direitos LGBT, enquanto outros mantiveram pontos de vista anti-LGBT. No século XXI, os partidos comunistas no Ocidente são geralmente direitos pró-LGBT.

## História

### Marxismo

#### História antiga
Os líderes e intelectuais comunistas assumiram muitas posições diferentes sobre questões de direitos LGBT. Karl Marx e Friedrich Engels disseram muito pouco sobre o assunto em seus trabalhos publicados. Marx em particular comentou raramente sobre sexualidade em geral. Norman Markowitz, escrevendo para politicalaffairs.net, escreve que: "Aqui, para ser franco, encontra-se em Marx uma recusa em divertir o assunto e em Engels uma hostilidade aberta aos indivíduos envolvidos". Isso ocorre porque, em particular, Engels criticou a homossexualidade masculina e a relacionou com a pederastia grega antiga, dizendo que "[os gregos antigos] caíram na prática abominável da sodomia [Knabenliebe original alemão Knabenliebe, significando "boylove" ou pederastia] e degradaram seus deuses e a si mesmos com o mito de Ganímedes"; Engels também disse que o movimento pró-pederast" não pode deixar de triunfar. Guerre aux cons, paix aux trous-de-cul  [guerra contra as vaginas, paz para os idiotas] agora será o slogan". Engels também se referiu a Karl Boruttau como um Schwanzschwulen  (idiota esfarrapado) em particular.
O volume dois da Encyclopedia of Homosexuality é inequívoco na visão de Marx e Engels sobre a homossexualidade, afirmando que: "Pode haver pouca dúvida de que, na medida em que pensavam sobre o assunto, Marx e Engels eram pessoalmente homofóbicos, como mostrado por uma acérgica troca de cartas em 1869 sobre Jean Baptista von Schweitzer, um rival socialista alemão. Schweitzer havia sido preso em um parque sob acusação moral e Marx e Engels não apenas se recusaram a ingressar em um comitê que o defendia, como também recorriam à forma mais barata de humor do banheiro em seus comentários particulares sobre o caso".
O Partido Comunista da Alemanha, durante a República de Weimar, juntou-se aos social-democratas em apoio aos esforços para legalizar as relações homossexuais privadas entre adultos que consentiram. No entanto, a situação dos direitos LGBT no primeiro governo comunista na Rússia era um tanto confusa.
No início da União Soviética, o Partido Comunista aboliu todas as leis czaristas opressivas em 1917 relacionadas à sexualidade. Em 1917, o governo soviético também descriminalizou a homossexualidade, e o código criminal soviético subseqüente na década de 1920 não criminalizou a sexualidade não comercial do mesmo sexo entre adultos em consentimento em particular. Também previa divórcio sem culpa e aborto legalizado. No entanto, fora do SSR russo e do SSR ucraniano, a homossexualidade permaneceu uma ofensa criminal em certas repúblicas soviéticas na década de 1920 (particularmente nas repúblicas soviéticas dominadas por muçulmanos na Ásia Central) e a política soviética era muitas vezes inconsistente em termos de busca dos direitos homossexuais e maior igualdade legal/social para pessoas homossexuais. A política oficial soviética sobre homossexualidade na década de 1920 também flutuou: entre a tolerância legal e social dos homossexuais e a homossexualidade ao Estado, tentativas de classificar a homossexualidade como um distúrbio mental.
Em 1933, Josef Stalin adicionou o artigo 121 a todo o código penal da União Soviética, que tornou a homossexualidade masculina um crime punível com pena de prisão até cinco anos com trabalho forçado. A razão precisa do artigo 121 está em alguma disputa entre historiadores. As poucas declarações oficiais do governo feitas sobre a lei tendiam a confundir homossexualidade com pedofilia e estavam ligadas à crença de que a homossexualidade era praticada apenas entre fascistas ou aristocracia.
A lei permaneceu intacta até depois da dissolução da União Soviética; foi revogado em 1993.
Segundo a RT, a lei contra a homossexualidade levou a "várias centenas de pessoas sendo acusadas a cada ano" e "também era uma ferramenta conveniente para difamação e foi abordada em acusações de espionagem durante os expurgos da NKVD".

#### Homens gays e membros do partido comunista
Às vezes, aos gays era negada a filiação ou expulsos dos partidos comunistas todo o mundo durante o século XX, pois a maioria dos partidos comunistas seguia os precedentes sociais estabelecidos pela URSS. No entanto, este não foi o caso no Ocidente.
Membros homossexuais notáveis de partidos comunistas incluem:
- Mark Ashton (fundador da Lesbians and Gays Support the Miners[14] e defensor dos direitos LGBT ) - membro do Partido Comunista da Grã-Bretanha.[15]
- Harry Hay (ativista dos direitos dos gays, advogado trabalhista,[16] ativista dos direitos civis dos nativos americanos,[17] fundador da Mattachine Society,[18] co-fundador da Frente de Libertação Gay de LA)[19] - membro do Partido Comunista dos EUA.[20]

#### Associação do comunismo à homossexualidade pelos anticomunistas
A frase bolchevismo sexual se originou na Alemanha de Weimar na década de 1920 pelo pastor Ludwig Hoppe, de Berlim, como um termo mais geral de aprovação em licenciosidade. Quando a Alemanha nazista surgiu após as falhas do governo de Weimar, os nazistas usaram o termo "bolchevismo sexual" para se referir à degeneração sexual percebida, em particular à homossexualidade.

#### Associação do fascismo com a homossexualidade pelos comunistas
No início da década de 1920, os líderes do partido comunista ocidental propagaram a visão de que o aumento da homossexualidade e a discussão aberta da homossexualidade foram causados pelo capitalismo "em plena agonia". Na opinião deles, a homossexualidade desapareceria.
Após a tomada do poder por Hitler (o Machtergreifung), Intelectuais marxistas correlacionavam fascismo com homossexualidade.

#### Eventos que levaram à associação do comunismo à homossexualidade
O avanço de médicos, psicólogos e assistentes sociais na arena da sexualidade humana durante a era de Weimar (assim como o movimento feminista) lançou uma variedade de teorias da conspiração, especialmente entre os aspectos mais conservadores da sociedade, sobre o comunismo e a homossexualidade. Qualquer forma de revolução sexual foi ridicularizada como promiscuidade e levando a um aumento de infecções sexualmente transmissíveis. A resposta daqueles que se opunham ao "bolchevismo sexual" foi promover a eugenia e os valores da família.

Existem eventos específicos que glbtq.com ("uma enciclopédia da cultura gay, lésbica, bissexual, transgêneros e queer") afirma ter contribuído para o vínculo do comunismo com a homossexualidade nos Estados Unidos: 
Por exemplo, em 1948, Whittaker Chambers, editor e escritor da revista Time e ex-membro do Partido Comunista e mensageiro de um grupo de espionagem soviético que se infiltrava no governo americano, acusou Alger Hiss, chefe do Carnegie Endowment, de perjúrio e, implicitamente, de espionagem soviética. A vasta cobertura da mídia sobre o escândalo indicava que Chambers tinha uma queda por Hiss, estabelecendo um elo entre o comunismo e a homossexualidade. Chambers estava ansioso demais para fortalecer esse vínculo, declarando ao FBI que suas atividades homossexuais pararam depois que ele deixou o Partido Comunista. Além disso, o vôo de 1951 para a União Soviética dos espiões gays britânicos Guy Burgess e Donald Maclean também ajudou a alimentar a associação da homossexualidade e traição no imaginário público. 

#### Guerra Fria
Durante o auge da era McCarthy (no final da década de 1940 e no início da década de 1950), o senador americano Joseph McCarthy associou a homossexualidade e o comunismo como "ameaças ao "modo de vida americano". Nos dois casos, a associação com doenças e enfermidades forneceu meios de legitimação isolamento dos jovens impressionáveis". homossexualidade estava diretamente ligada a questões de segurança, e mais funcionários do governo foram demitidos por causa de sua orientação sexual do que por serem de esquerda ou comunistas politicamente. George Chauncey observou que "o fantasma do homossexual invisível, como o comunista invisível, assombrou a América da Guerra Fria" e a homossexualidade (e homossexuais) eram constantemente referidas não apenas como uma doença, mas também como uma invasão, como a perigo percebido do comunismo.
McCarthy costumava usar acusações de homossexualidade como uma tática de difamação em sua cruzada anticomunista, combinando frequentemente o Segundo susto vermelho com o susto lavanda. Em uma ocasião, ele chegou ao ponto de anunciar aos repórteres: "Se você quer ser contra McCarthy, rapazes, precisa ser comunista ou filho da puta". Alguns historiadores argumentaram que, ao vincular o comunismo, a homossexualidade e o desequilíbrio psicológico, McCarthy estava empregando culpa por associação, se não houvesse evidência de atividade comunista.
O senador Kenneth Wherry também tentou invocar uma conexão entre homossexualidade e antinacionalismo. Ele disse em entrevista a Max Lerner que "dificilmente é possível separar homossexuais de subversivos". Mais tarde, na mesma entrevista, ele traçou a linha entre americanos patrióticos e homens gays: "Mas veja Lerner, nós dois somos americanos, não somos? governo."
As conexões entre grupos de direitos dos gays e esquerdistas radicais não eram apenas uma invenção da imaginação dos demagogos. A Mattachine Society, um dos primeiros grupos de direitos dos gays nos Estados Unidos, foi fundada por Harry Hay, um ex-membro do Partido Comunista dos EUA, que foi expulso do grupo de direitos dos gays que havia fundado por seus laços com o partido.
O famoso ex-agente soviético Whittaker Chambers, ex-comunista, passou notavelmente seu tempo no submundo da esquerda, perseguindo casos homossexuais e heterossexuais, mas manteve suas ligações em silêncio, pois seus associados comunistas desprezavam a homossexualidade. Chambers mais tarde se casou monogamicamente com a pintora pacifista Esther Shemitz, trabalhando como jornalista e editora.

#### Dia moderno
Desde meados da década de 1970, alguns partidos no mundo ocidental começaram a adotar os direitos homossexuais como parte de sua plataforma. O Partido Comunista da Grécia, assim como o Partido Comunista da Federação Russa, rejeitaram esse movimento e continuam se concentrando exclusivamente na política dos trabalhadores. O partido votou contra o Projeto de Parceria Civil proposto pelo Syriza, respondendo que "com a formação de uma sociedade socialista-comunista, um novo tipo de parceria será indubitavelmente formado - uma relação heterossexual relativamente estável e reprodução"
O Partido Comunista da Federação Russa e seu líder Gennady Zyuganov apoiaram a lei russa de propaganda gay.

## Direitos LGBT dos partidos comunistas

### Direitos LGBT dos partidos marxistas
A política do Partido Comunista Revolucionário dos EUA (RCP) de que "a luta será travada para eliminar [a homossexualidade] e reformar os homossexuais" foi "abandonada" em 2001. O RCP agora alega apoiar o movimento de libertação gay. Enquanto isso, o Partido Socialista dos Trabalhadores Americanos (SWP) nos EUA divulgou um memorando afirmando que a opressão gay tinha menos "peso social" do que as lutas de negros e mulheres e proibia membros de se envolverem em organizações políticas gays. Eles também acreditavam que uma associação muito próxima com a libertação gay daria ao SWP uma "imagem exótica" e a alienaria das massas. Vários partidos comunistas que não governam fizeram declarações que apoiam os direitos LGBT, como o Partido Comunista dos EUA, que apóia a extensão do casamento com casais do mesmo sexo e a aprovação de leis contra a discriminação com base na orientação sexual. A Liga para o Partido Revolucionário, um partido comunista com sede em Nova Iorque, emitiu um comunicado logo após a aprovação da Proposição 8 da Califórnia, condenando a emenda; reafirmando seu apoio ao casamento entre pessoas do mesmo sexo e expressando suas opiniões sobre como a libertação gay é essencial para a filosofia comunista.
O Exército do Novo Povo, uma insurgência comunista nas Filipinas também fez várias declarações apoiando direitos iguais de casais do mesmo sexo e indivíduos gays; realizando o primeiro casamento entre pessoas do mesmo sexo no país e endossando oficialmente essa legislação se eles chegarem ao poder. Eles também foram além para expressar seu apoio às relações entre pessoas do mesmo sexo e gays e lésbicas foram autorizados a servir em suas forças antes de todo o país. Outros partidos comunistas presentes na Alemanha e em outros países europeus também endossaram oficialmente os direitos LGBT, incluindo o direito ao casamento entre pessoas do mesmo sexo, e alguns até têm plataformas LGBT extensas em seus partidos, como o "DKP Queer" do Partido Comunista Alemão. O presidente do Partido Comunista da Finlândia é abertamente homossexual e o partido também participa do grupo de trabalho LGBT do Partido da Esquerda Europeia. Nas recentes eleições realizadas em 2013 na Universidade Jawaharlal Nehru, a ala de estudantes da CPI (M) nomeou um gay como candidato a uma posição importante no painel central.
O Partido Comunista da Grã-Bretanha (CPGB), via a classe trabalhadora como homem e heterossexualmente masculino. Os relatos dos membros do partido gay mostram que a homossexualidade foi amplamente vista como incompatível com a identidade da classe trabalhadora durante essa época, apesar de Mark Ashton (fundador da Lesbians and Gays Support the Miners) ser Secretário Geral da Liga Comunista Jovem (a ala jovem do CPGB) "sem comprometer a política de sua sexualidade".

## Direitos LGBT por Estados comunistas

### Direitos LGBT pelos atuais estados comunistas

#### Coreia do Norte
Na Coreia do Norte, os direitos LGBT são muito limitados e o assunto da homossexualidade continua sendo um tabu. Enquanto o governo proclama tolerância para com os gays e afirma que acredita que a homossexualidade não é uma escolha e sim devido a fatores genéticos, rejeita a alegada "promiscuidade e classismo" da cultura gay no Ocidente.

### Direitos LGBT em antigos estados comunistas

#### Albânia
O regime Hoxhaist na Albânia penalizou as relações sexuais entre pessoas do mesmo sexo com longas penas de prisão, bullying e ostracismo. O artigo 137 dos crimes contra a moral social do Código Penal declarou: "A pederastia é punível com até dez anos de privação de liberdade". A palavra "pederastia" foi usada como uma palavra-código para sexo entre dois adultos que consentiram ou sexo entre um adulto e uma criança de qualquer sexo.

#### Benim
As relações sexuais entre pessoas do mesmo sexo sempre foram legais na República Popular do Benim. A República Popular do Benim adotou uma emenda de 1947 ao Código Penal de 1877, sob a República do Daomé, que fixava um limite geral de idade de 13 anos para o sexo com uma criança de ambos os sexos, mas penalizava qualquer ato indecente ou contra a natureza se cometido com uma pessoa do mesmo sexo com menos de 21 anos: "Sem prejuízo das penas mais severas prescritas pelos parágrafos que precedem ou pelos artigos 332 e 333 deste Código, será punida com pena de prisão de seis meses a três anos e multa de 200 a 50.000 franca qualquer pessoa que cometer um ato indecente ou [um ato] contra a natureza com um menor... do mesmo sexo com menos de 21 anos de idade."

#### Bulgária
A República Popular da Bulgária manteve o código penal do Reino da Bulgária, que criminalizou as relações sexuais masculinas com mais de 16 anos de idade, com pelo menos 6 meses de prisão. O Código Penal de 13 de março de 1951 aumentou a pena para até 3 anos de prisão. O Código Penal revisado de 1 de maio de 1968 legalizou a relação sexual masculina.

#### Congo
As relações sexuais entre pessoas do mesmo sexo sempre foram legais na República Popular do Congo.

#### Tchecoslováquia
Em 1962, a República Socialista da Tchecoslováquia descriminalizou a relação sexual entre pessoas do mesmo sexo depois que a pesquisa científica de Kurt Freund levou à conclusão de que a orientação homossexual não pode ser alterada.

#### Alemanha Oriental
Na zona de ocupação soviética da Alemanha, o desenvolvimento da lei não era uniforme. O governo da Turíngia moderou os parágrafos 175 e 175a de maneira semelhante à contemplada no projeto de código criminal de 1925, enquanto nos outros estados (Länder) a versão do estatuto de 1935 permaneceu em vigor sem alterações. Embora em 1946 o Comitê de Exame Jurídico de Berlim Oriental tenha especificamente aconselhado a não incluir § 175 StGB em um novo código criminal, esta recomendação não teve consequências. O Supremo Tribunal Provincial de Halle (Oberlandesgericht Halle, ou OLG Halle) decidiu pela Saxônia-Anhalt em 1948 que os parágrafos 175 e 175a deveriam ser vistos como injustiça perpetrada pelos nazistas, porque um desenvolvimento jurídico progressivo havia sido interrompido e até revertido. Os atos homossexuais deveriam ser julgados apenas de acordo com as leis da República de Weimar.
Em 1950, um ano após ser reconstituída como República Democrática Alemã, o Tribunal de Apelação de Berlim (Kammergericht Berlin) decidiu que toda a Alemanha Oriental restabelecesse a validade da antiga forma anterior ao parágrafo 1935 do parágrafo 175. No entanto, em contraste com a ação anterior do OLG Halle, o novo parágrafo 175a permaneceu inalterado, porque se dizia proteger a sociedade contra "atos homossexuais socialmente prejudiciais de caráter qualificado". De 1953 a 1957, após a Revolta de 1953 na Alemanha Oriental, o governo da RDA instituiu um programa de "reforma moral" para construir uma base sólida para a nova república socialista, na qual a masculinidade e a família tradicional eram defendidas enquanto a homossexualidade, vista como contrária. "costumes saudáveis do povo trabalhador", continuaram a ser processados sob o parágrafo 175. As relações sexuais entre pessoas do mesmo sexo foram "alternativamente, vistas como um remanescente da decadência burguesa, um sinal de fraqueza moral e uma ameaça à saúde social e política da nação".
Em 1954, o mesmo tribunal decidiu que o parágrafo 175a, em contraste com o parágrafo 175, não pressupunha atos equivalentes às relações sexuais. A palavra lascívia (Unzucht) foi definida como qualquer ato que é realizado para despertar excitação sexual e "viola o sentimento moral de nossos trabalhadores". Uma revisão do código criminal em 1957 tornou possível deixar de lado a acusação de uma ação ilegal que não representava perigo para a sociedade socialista por falta de conseqüências. Isso removeu o parágrafo 175 do corpo efetivo da lei, porque ao mesmo tempo o Tribunal de Apelação de Berlim Oriental (Kammergericht) decidiu que todas as punições decorrentes da forma antiga do § 175 devem ser suspensas devido à insignificância dos atos a que foram aplicadas. Com base nisso, os atos homossexuais entre adultos que consentiram deixaram de ser punidos, a partir do final da década de 1950.
Em 1968, a homossexualidade foi oficialmente descriminalizada na Alemanha Oriental.
Clubes e grupos sociais gays foram autorizados a se organizar livremente, desde que estabelecessem vínculos tênues com as Igrejas Protestantes. Isso ocorreu porque a posição oficial do Partido da Unidade Socialista da Alemanha era proibir a discriminação com base na orientação sexual, mas ignorar que as relações LGBT existiam. Em 1 de julho de 1968, a RDA adotou seu próprio código de direito penal. Nele, o § 151 StGB-DDR previa uma sentença de até três anos de prisão ou liberdade condicional para um adulto (18 anos ou mais) que praticou atos sexuais com um jovem (menos de 18 anos) do mesmo sexo. Essa lei se aplicava não apenas aos homens que fazem sexo com meninos, mas igualmente às mulheres que fazem sexo com meninas. Segundo a historiadora Heidi Minning, as tentativas de lésbicas e gays na Alemanha Oriental de estabelecer uma comunidade visível foram "frustradas a todo momento pelo governo da RDA e pelo partido SED". Ela escreve:
A força policial foi usada em várias ocasiões para romper ou impedir eventos públicos de gays e lésbicas. A censura centralizada impediu a apresentação da homossexualidade na mídia impressa e eletrônica, bem como a importação de tais materiais.
No final dos anos 80, o governo da Alemanha Oriental abriu uma discoteca gay estatal em Berlim. Em 1987, a idade de consentimento foi igualada para relações sexuais entre pessoas do mesmo sexo na Alemanha Oriental. Em 11 de agosto de 1987, a Suprema Corte da RDA anulou uma condenação sob o parágrafo 151 com base em que "a homossexualidade, assim como a heterossexualidade, representa uma variante do comportamento sexual. As pessoas homossexuais, portanto, não estão fora da sociedade socialista, e os direitos civis são garantidos a eles exatamente como a todos os outros cidadãos". Um ano depois, o Volkskammer  (o parlamento da RDA), em sua quinta revisão do código penal, alinhava a lei escrita com o que o tribunal havia decidido, atingindo o parágrafo 151 sem substituição. O ato foi aprovado em 30 de maio de 1989. Isso removeu toda referência específica à homossexualidade do direito penal da Alemanha Oriental. Em 1989, o filme alemão intitulado Coming Out, dirigido por Heiner Carow, foi exibido na noite em que o muro de Berlim desabou e conta a história de um homem da Alemanha Oriental que veio a aceitar sua própria homossexualidade, com boa parte do filme gay barras. Este foi o único filme sobre direitos LGBT da Alemanha Oriental.

## Comunistas LGBT notáveis

### Marxistas LGBT
| Nome             | Tempo de vida | Nacionalidade                 | Filiação política                               | Carreira            | Orientação sexual | Identidade de gênero |
| ---------------- | ------------- | ----------------------------- | ----------------------------------------------- | ------------------- | ----------------- | -------------------- |
| Mark Ashton      | 1960 – 1987   | Britânico                     | Partido Comunista da Grã-Bretanha               | Ativista britânico  | ?                 | Masculino            |
| Georgy Chicherin | 1872 – 1936   | Soviético (formalmente russo) | Partido Comunista de toda a União               | Político soviético  | Gay               | Masculino            |
| Leslie Feinberg  | 1949 – 2014   | Americano                     | Partido Mundial dos Trabalhadores               | Ativista americano  | Lésbica           | Fêmea                |
| Harry Hay        | 1912 – 2002   | Americano                     | Partido Comunista dos Estados Unidos da América | Ativista americano  | ?                 | Masculino            |
| Júlio Fogaça     | 1907 – 1980   | Português                     | Partido Comunista Português                     | Ativista portuguesa | Gay               | Masculino            |
| Vladimir Luxuria | b. 1965       | Italiano                      | Partido Comunista de Refundação                 | Político italiano   | ?                 | Fêmea                |
| Sunil Pant       | b. 1972       | Nepalês                       | Partido Comunista do Nepal                      | Político nepalês    | Gay               | Masculino            |

#### Ex-marxistas LGBT
| Nome                 | Tempo de vida | Nacionalidade       | Filiação política                                                    | Carreira                     | Orientação sexual | Identidade de gênero |
| -------------------- | ------------- | ------------------- | -------------------------------------------------------------------- | ---------------------------- | ----------------- | -------------------- |
| Rosario Crocetta     | b. 1951       | Italiano            | Partido da Refundação ComunistaPartido Comunista Italiano (até 1991) | Político italiano            | Gay               | Masculino            |
| Tom Driberg          | 1905 –1976    | Britânico           | Partido Comunista da Grã-Bretanha                                    | Político britânico           | Gay               | Masculino            |
| Franco Grillini      | b. 1955       | Italiano            | Partido Comunista Italiano                                           | Político italiano            | Gay               | Masculino            |
| Christopher Hitchens | 1949 –2011    | Britânico-Americano | Tendência Socialista Internacional                                   | Ativista britânico-americano | Bissexual         | Masculino            |
| Bayard Rustin        | 1912 –1987    | Americano           | Social Democratas dos Estados Unidos da América                      | Ativista americano           | Gay               | Masculino            |
| Dalton Jepperson     | 1918-1980     | Soviético           | Bolcheviques                                                         | Político soviético           | Gay               | Masculino            |